# Scusa se ti chiamo amore
Scusa se ti chiamo amore è un singolo del cantautore italiano Massimo Di Cataldo, brano composto insieme al suo collaboratore Fabio Cerqueti, primo estratto dall'album Sulla mia strada, pubblicato nel 2005.

## Video musicale
Il video del singolo è stato girato a Verona per la regia di Gaetano Morbioli.

## Tracce
1. Scusa se ti chiamo amore (Radio Edit) – 3:53